# Louisa Mavaega
 Louisa Julie Mavaega (sinh ngày 15 tháng 3 năm 1998) là một cầu thủ bóng đá nữ người Samoa thuộc Mỹ, thi đấu ở vị trí tiền đạo cho Midland Warriors.

## Sự nghiệp
Mavaega đã ra mắt quốc tế cho Samoa thuộc Mỹ vào ngày 30 tháng 8 năm 2018, xuất hiện như một sự thay thế vào phút thứ 69 cho Ava Mana'o trong trận đấu vòng loại OFC Women Nations Cup 2018 với Fiji.

## Thống kê sự nghiệp

### Quốc tế
Kể từ ngày 30 tháng 8 năm 2018
| American Samoa | American Samoa | American Samoa |
| Năm            | Số trận        | Bàn thắng      |
| -------------- | -------------- | -------------- |
| 2018           | 1              | 0              |
| Tổng           | 1              | 0              |